# Vanda bidupensis
Vanda bidupensis (tiếng Việt: Lan vân đa bi đúp) là một loài thực vật có hoa trong họ Lan đặc hữu của Việt Nam. Loài này được Aver. & Christenson miêu tả khoa học đầu tiên năm 1998.